# Coleção dos 87 Capítulos

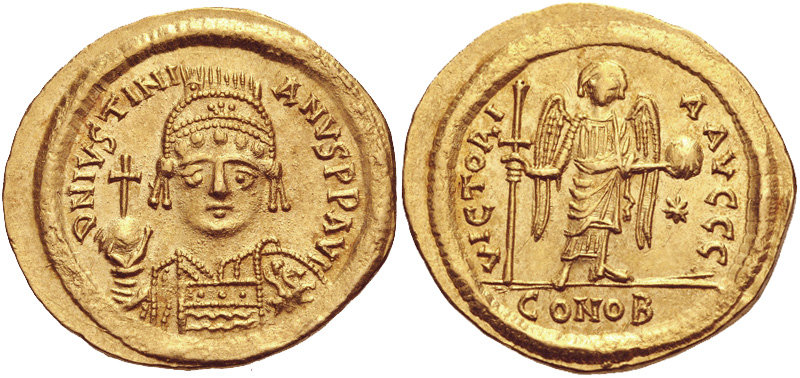
Soldo de Justiniano r.

A Coleção dos 87 Capítulos (em latim: Collectio 87 Capitulorum) foi uma coleção de prescrições do direito canônico bizantino de Justiniano (r. 527–565) publicada no século VI em algum momento após a morte do imperador. Inicialmente sugeriu-se que teria sido publicada após 546 como um apêndice para a Sinagoga dos Cinquenta Títulos, porém esta teoria é atualmente desacreditada pelos estudiosos.
Dividida em 87 capítulos, consiste em excertos, muitos deles literais, das 12 novelas justinianas que foram publicadas entre 335 e 346. A esporádica atribuição de autoria nos manuscritos sobreviventes da coleção ao patriarca João III é vista como plausível pelos estudiosos.